# Enough (film 2017)
Enough, pubblicizzato anche come Mini Series Enough, è un film thailandese del 2017 diretto da Thanamin Wongsakulpach, al suo esordio in regia, frutto di una co-produzione tra Cosocomo e Copy 'A Bangkok.
Come scritto anche all'inizio della pellicola, si tratta di un film sperimentale: la struttura è ad episodi, che a loro volta sono divisi in segmenti alternati fra loro. Con un cast quasi del tutto reduce dalle serie televisive Make It Right: The Series - Rak ok doen e War of High School - Songkhram hai sakhun (anche lo stesso regista è stato attore nella prima), è stato pubblicato in esclusiva su YouTube il 28 dicembre 2017.